# Enquête à Venise
Pour plus de détails, voir Fiche technique et Distribution.
Enquête à Venise (titre original : Venetian Bird) est un film britannique réalisé par Ralph Thomas, sorti en 1952.

## Synopsis
Edward Mercer, un détective privé, est engagé pour aller à Venise à la recherche d'un résistant italien dans le but de le récompenser pour avoir aidé un Américain pendant la guerre. Mais la première personne qu'il devait contactér est retrouvée assassinée d'un coup de couteau.

## Fiche technique
- Titre original : Venetian Bird
- Titre français : Enquête à Venise
- Titre américain : The Assassin
- Réalisation : Ralph Thomas
- Scénario : Victor Canning, d'après son roman
- Photographie : Ernest Steward
- Montage : Gerald Thomas
- Musique : Nino Rota
- Direction artistique : George Provis
- Costumes : Yvonne Caffin
- Son : John Dennis, Gordon K. McCallum
- Producteur : Betty E. Box
- Producteur exécutif : Earl St. John
- Société de production : British Film Makers
- Société de distribution : General Film Distributors
- Pays d'origine :  Royaume-Uni
- Langue originale : anglais
- Format : Noir et blanc  — 35 mm — 1,37:1 — Son : Mono
- Genre : Film dramatique, Film policier, Film mystère, Film noir, Thriller
- Durée : 95 minutes
- Dates de sortie : 
  - Royaume-Uni : octobre 1952
  - France : 2 juillet 1954
- Affiches : Constantin Belinsky, Henri Cerutti (France)

## Distribution
- Richard Todd : Edward Mercer
- Eva Bartok : Adriana Medova
- John Gregson : Renzo Uccello
- George Coulouris : Spadoni, le chef de la police
- Margot Grahame : Rosa Melitus
- Walter Rilla : Comte Boria
- John Bailey : Lieutenant Longo
- Sidney James : Bernardo
- Martin Boddey : Gufo
- Michael Balfour : Moretto
- Sydney Tafler : Boldesca